# Let's Get Away from It All
| Recensione | Giudizio |
| ---------- | -------- |
| AllMusic   |          |

Let's Get Away from It All è un album discografico di Patti Page, pubblicato dalla casa discografica Mercury Records nel settembre del 1958.

## Tracce

### LP
Lato A
1. Autumn in Rome – 3:06 (Sammy Cahn, Paul Weston, Alessandro Cicognini)
2. Let's Get Away from It All – 1:59 (Tom Adair, Matt Dennis)
3. Under Paris Skies – 2:36 (Jean Dréjac, Hubert Giraud)
4. Basin Street Blues – 2:16 (Spencer Williams)
5. Just a Little Bit South of North Carolina – 1:44 (Sunny Skylar, Arthur Shaftel, Bette Cannon)
6. Route 66 – 2:02 (Bobby Troup)

Lato B
1. Mississippi Mud – 1:37 (James Cavanaugh, Harry Barris)
2. South of the Border – 3:04 (James B. Kennedy, Maurice Beresdorf (Michael Carr))
3. Way Down Yonder in New Orleans – 1:30 (Henry Creamer, Turner Layton)
4. April in Paris – 2:26 (Yip Harburg, Vernon Duke)
5. Irish Lullaby – 4:11 (James Royce Shannon)
6. The Whole World Is Singing My Song – 1:35 (Mann Curtis, Vic Mizzy)

## Musicisti
- Patti Page – voce
- Jack Rael – conduttore orchestra
- Jack Rael Orchestra – componenti orchestra non accreditati

Note aggiuntive
- Registrazioni effettuate al Fine Recording Studios di New York City, New York
- George Piros e Bob Fine – ingegneri delle registrazioni
- John Sippel – note retrocopertina album originale[4]